# Gretchen Franklin
Gretchen Franklin (* 7. Juli 1911 in London; † 11. Juli 2005 ebenda) war eine britische Schauspielerin.

## Leben
Sie war eine Cousine des Schauspielers Clive Dunn. Ihre bekannteste Rolle hatte Franklin von 1985 bis 2000 als Ethel Skinner in der BBC-Fernsehserie EastEnders. In der Rolle besaß sie einen Hund, der auf den Namen Willy hörte. Einer ihrer Standardsätze in der Serie wurde dann auch die Frage: „Oooh, where’s Willy?!“
Vor den EastEnders spielte Franklin bereits mehrere große Rollen in verschiedenen Fernsehserien, darunter in Crossroads (1974) und in der Sitcom George & Mildred.

## Filmografie (Auswahl)
- 1956: Cloak Without Dagger
- 1965: Hi-Hi-Hilfe! (Help!) – Regie: Richard Lester
- 1965: Das Grauen auf Schloß Witley (Die, Monster, Die!) – Regie Daniel Haller
- 1967: Wie ich den Krieg gewann (How I Won the War) – Regie: Richard Lester
- 1971: Der unheimliche Besucher (The Night Visitor) – Regie: László Benedek
- 1973: Die drei Musketiere (The Three Musketeers) – Regie: Richard Lester
- 1974: Crossroads (Fernsehserie)
- 1976–1979: George & Mildred (Fernsehserie)
- 1978: Die Füchse (The Sweeney, Fernsehserie, 1 Folge)
- 1978: Fünf Freunde (The Famous Five, Fernsehserie, 1 Folge)
- 1981: Ragtime – Regie: Miloš Forman
- 1983: Blackadder (Fernsehserie)
- 1985–2000: EastEnders (Fernsehserie)